# エアリセ
『エアリセ』は、榎宮祐による日本の漫画。「月刊電撃コミックガオ!」（メディアワークス）で2005年11月号から2008年4月号(休刊号)まで連載された。
2010年より関連作品『エアリセ∞(the endness)』が『電撃大王GENESIS』に不定期連載されたが、休載となっている。なお、本編の続きではない。

## あらすじ
人が生まれるはるか前から存在していた、“愛されると死んでしまう妖精”エアリセ。
彼女たちは何も語らず、何も求めず、人に幸せをもたらしその傍らで微笑んでいたという。
しかし、ただ一人、関わった人すべてを不幸にするエアリセがいた。
彼女は死ぬわけには行かなかった。
前世で交わした約束のために。
自分はいったい何者なのか?
なぜ自分はすべての人を不幸にするのだろうか?
あの約束は何だったのだろうか?
苦悩する少女は、一人の少年と出会った。

## 登場人物
シロ
一五夜（天満）のエアリセ。関わってきた人全てを不幸にしてきた。ある少年と前世で『何度生まれ変わっても遭いに行く』と約束を交わしたが、その記憶があいまいなため、詳細を追っている。外見は幼い少女の姿をしているが、現在の体で少なくとも80年は生きている模様（性格は80年前から変わっていなく、外見年齢相応）。他人と距離を置くためか、誰に対しても丁寧語で話す。見た目は人間とほぼ変わらないが、ウサギの耳と尻尾があり、耳は普段帽子で隠している。名前は義理の両親が殺されたときに捨てていて、長らく名前なしで生きていた。『シロ』という名は、髪が白いことからヒロによって名づけられた。しかし、髪の色はカラーではピンク系の色で描かれることが多い。作者によると髪の色は『夢色』で、見た人の心の色を映し出すらしい（ヒロは純粋なので白く見えた）。服は実体がなく、自分で自由に組替えることができる。下着はいわゆるしまぱんをはいており、しま模様の色は怒ったときは赤、クールなときは青、等のようにシロの感情によって色が変わるらしい。力がなくなると点滅して消える。食べなくても生きていけるが、おなかは減る。ビルから飛び降りたりするのは平気だが、ジェットコースターは苦手。更に泳ぐこともできない。ヒロに出会ったとき、最初は関わりを避けていたが、徐々に好意を持つようになる。持っている『能力』は鏡中庭園（スピリチュアルガーデン）で、相手の心象世界を映し出した空間を作り出す。武器は幼い姿とは不釣合いな小火器や拳銃を使用する。
1930年にギャング団のトップのリックに義理の両親を殺された。父親がリックに不利になる何かの証拠を握っていたため、狙われるようになった。2年後の1932年12月10日、シカゴで血まみれで倒れていたところをジェインに保護される（後に、刑事であるジェインが証拠を求めて助けたのがきっかけだとわかった）。その後一ヶ月ほど一緒に生活していたが、1933年1月22日にジェインが拉致される。ジェインを助けに行き、共に逃げようとしたが、翌日再び発見されてしまう。リックと戦いになった際に、『能力』を使い、彼を倒した。しかし、ジェインは重症で助かる見込みがなかったため、彼に頼まれて自分の拳銃で殺害する。彼には少なからず親しみがあったようで、このころから自分を不幸を呼ぶ存在だと思うようになる。それから80年の間に彼女は12体のエアリセと出会った。
2020年12月の東京で、龍堂グループに追われているときにヒロに出会う。その後ヒロの家に居候として落ち着いた。彼女の最大の目的である『約束』の謎については、今も答えを探している。
市ヶ谷ヒロキ（いちがやひろき）
17歳の高校生（休学した後に復学）。通称ヒロ。大きな丸い眼鏡をかけている。両親はいない。一見ざっくばらん性格をしているように見えるが、肉体的にも精神的にも大きな傷を抱えている。10年前に事故で『死界』に墜落し、そこに生存可能限界の4倍、71時間も滞在したが、始祖三姉妹の力によって奇跡的に生還した。そのことが原因で発症した『死界症候群』によって、色覚と味覚を失い、絶えずひどい激痛に襲われるようになった。さらに唯一の肉親であった祖母が亡くなったことも重なり、一年ほど前は生きる希望を失い街を彷徨っていた。そんな頃、偶然路地裏で『タマ』に出会う。半ば一方的に彼女と共に生活するようになったが、それによってヒロキは生きる希望を取り戻し始めていた。しかし、タマはヒロキに『愛されて』しまったため、エアリセとしては死んでしまった。それからは『死んでも良い理由』を探して生きていたが、シロやいちごのおかげで生きる意味を見出した。
頭はかなりよく、世界有数の大企業、龍堂グループのセキュリティを破るなど、情報系の知識にも長けている模様。行動や発言からしばしば馬鹿呼ばわりされているが、意に介さない。恋やシンジとは親友で、特にシンジとはお互い親がいないもの同士幼いころから一緒に行動していた。今はシロと生活していて、よくからかっているが、彼女のことが好き。肉親は従姉のいちごしか居なく、彼女に死界症候群の治療薬を作ってもらっている。右の眉の上から瞼を通り頬にかけて大きな傷があり、瞳の色も左右で違う。この傷は恋と初めて会ったときからあり、墜落事故とは別に負った。
シロの能力『鏡中世界（スピリチュアルガーデン）』で映し出す彼の心象世界には紅葉が舞っているが、前述の通り『死界症候群』により「色覚」などを失っているため、紅葉を含む（ヒロやシロのように『人間やエアリセ』は除く）全ての色が白で統一されている。
タマ
二十夜（更待）のエアリセ。猫の耳と尻尾を持つ。ボク少女だったが、ヒロに名づけられて以来一人称は『タマ』になった。持っている能力は異身伝心（ウィンドウオブハート）。他者に記憶や痛みを共有させることができる。2019年の秋にヒロと出会い、それからしばらく一緒に生活していた。記憶が無かったり、自分の耳に驚いたことから転生したばかりであったと思われる。初対面のヒロに『お腹が減ったから上トロが食べたい』と言ったり、一緒に暮らすようになってからも遠慮なくおかわりするなど、図々しい面もある。しかし、自身の能力を使ってヒロの『全部』を半分背負い、彼に生きている感覚を取り戻させた。それ以来、顔にヒロと同じような傷が出現した。ヒロの事が大好きで、彼を殴った恋に対し、16連打ねこぱんちをかますほど。一ヶ月ほどヒロと一緒に生活したが、彼に愛されてしまったため死んでしまう。しかし彼とずっと一緒にいると約束したタマは、彼の祖母が飼っていたペットロボットに少しだけ力を宿し、その後も傍で見守っている。その状態では喋ったりすることはできないが、食事を採ったり能力を使用することはできる。
市ヶ谷いちご（いちがやいちご）
ヒロの従姉で唯一の肉親。24歳の高校教師。元IODO（国際軌道開発公団）指定研究員。9歳で大学を卒業し、14歳の頃にはヒロの父と共に軌道エレベーターでエアリセの研究を行っていた天才。ヒロをさらに上回る明晰さとハッキング能力を持つ。ポキィーが好きで、いつも口にくわえている。ヒロに自分のことをお姉さまと呼ばせようとしたり、シンジを服従させていたりと、性格はサディスティックである。一方、自分の前で死界症候群の痛みを堪えて作り笑いをしていたヒロを見て悲しんだり、無力な自分を憤ったりするなど、優しい面もある。生きる理由を見つけられないヒロを救いたいと思っている。ヒロが服用している死界症候群の治療薬は彼女が作ったものである。泣き顔が似合わない。
黒崎恋（くろさきれん）
ヒロの幼馴染。17歳の高校生。性格はまじめで、作中では数少ない常識人だったが、最近はコスプレをしたりそれを他人に勧めるなど、間違った方向に進んでいる。ヒロの留年を心配する一方で、自身も成績がかなり悪いため（150人中140位）留年寸前である。動物が苦手。
2012年の4月（小学4年生のとき）にヒロやシンジと同じ学校に海外から転校してきた。海外からの転校生という物珍しさも相まってすぐにクラスの中でも目立つ存在になるが、それを快く思わない一部の生徒によっていじめに遭う。そのうちにいじめはクラス全体に波及していったが、負けたくないという一心で一人で耐えてきた。そんな時、トラブルメーカーとして有名だった隣のクラスのヒロとシンジに出会い、ふとしたきっかけから二人と友達になる。二人は恋へのいじめを知りながらも、ヒロの『他人の重荷を勝手にかっさらうことはできない』という考えのもと、そのことに触れないでいた。そしてそれをヒロから伝えられたとき、初めていじめっ子達と戦い、いじめから抜け出した。それ以来、恋はヒロに片思いをしているが、気持ちはいまだに伝わっていない模様。最近は、ヒロへの愛が暴力という形で表現されている。他人には見えない始祖三姉妹が見えたり、リゼルや老人に擬態していた十六夜の正体を見破るなど、常人には見えないエアリセを見ることのできる力がある。十六夜によると、恋は始祖三姉妹の『二つ目の鍵』という存在であるらしい。
綾瀬真治（あやせしんじ）
ヒロの親友で結衣の姉。17歳の高校生で、ヒロや恋とは別の学校に通っている。割と巨乳。ヒロと同じように不登校気味で両親がいないので、身の回りの世話はすべて結衣にまかせっきりである。単行本1巻では顔が登場せず、名前や一人称から男性かと思われたが、実は僕少女である。寝相が悪いうえに酒癖も悪く、泣き上戸。エアリセに対して異常なまでの愛情を注いでいて、そのことで結衣には苦労をかけっぱなしである。シロにもふもふしようとしても嫌がられてなかなか近づけない。一方、いちごには頭が上がらず、いちごお姉様と呼んでいる。
綾瀬結衣（あやせゆい）
シンジの弟。小学生。どう見ても女性にしか見えないが男性である。家事全般をこなしていて、服装やしぐさも女性的。さらに王様ゲームでヒロに求婚されてかなり本気にしていた。しかしトランスジェンダーではなく、自分でも男性であることを明言しているので、萌え要素としての設定のようだ。シロも最初は彼のことをシンジの妹だと思っていた。ヒロはシンジの言うことより彼の言葉のほうを信じる。
十六夜（いざよい）
十六夜のエアリセ。キツネの耳と尻尾を持つ。関西弁で話す。能力は永炎怪奇（フェイズオブファクト）。空間の表面を幻想で偽装し、幻を作り出すことができる。武器は刀を使用し、服装は着物を着ているなど、外観は『和』の人物だが、髪は茶髪。80年の間にシロが接触した12体のエアリセのうちの一人。龍堂にE.A.r.T.h論文を渡した張本人。なぜ彼に論文を渡したのか、詳しいことは不明だが、何らかの形で利用しようとしていたらしい。現在、ヒロの命を狙っている。その理由は、十六夜によると、シロの死はすべてのエアリセの命に関わることであり、ヒロにシロを『愛させない』ためである。しかしシロやヒロを襲おうとして始祖三姉妹に妨害されたり、逆に始祖三姉妹の『二つ目の鍵』である恋を狙うなど、始祖三姉妹は十六夜の敵（シロの味方）であるようだ。何故かシンジの名前を知っており、過去に何らかの関わりがあったと見られる。
始祖三姉妹（しそさんしまい）
おそらく二十五夜のエアリセ。記憶を司る。身長は人の頭ほども無く、背中に羽が生えているまさに妖精のようなエアリセ。言葉づかいの悪いのが二人と、丁寧なのが一人の計三人。全員が二十五夜のエアリセで、三人まとめて一体なのか、それとも別々のエアリセなのかは不明。恋以外には見えていないが、時々ヒロの近くを飛んでいることがある。ヒロが死界に落ちた際に彼を助けたらしい。シロに何かをさせようとしている様で、十六夜とは敵対している。
龍堂延禎（りゅうどうのぶさだ）
世界有数の大企業、龍堂グループのトップ。推定年齢は50歳前後。新婚旅行の飛行機事故で、妻イリーナを失った。さらに、その飛行機に龍堂本人は仕事の都合で乗っておらず、後から追いつく予定だったため、さらに龍堂を苦しめる原因となっている。妻を亡くした直後、絶望に打ちひしがれているときに十六夜からE.A.r.T.h論文を渡され、以降エアリセを追い求めるようになる。彼はエアリセを利用すればイリーナを蘇らせることができると思い込み、そのためだけに龍堂グループを立ち上げ、一代にして世界有数の大企業に育て上げた。エアリセに関するガセネタを流したり、一般人の少女（るな）を誘拐してシロを捕獲するも、ヒロによってあえなく奪還されてしてしまう。その後もシロを探し続け、ついにヒロを発見し軌道エレベーター東京アンカー展望室に呼び寄せる。しかしそこでタマの『異身伝心』によってヒロの痛みを共有させられた。そしてヒロが展望室から落ちたときに発動された『鏡中庭園』の中で自身の胸中の世界を映し出される。その中でイリーナ（の幻想）と再開し、彼女の言葉によって心の中の無念を解いた。以後はE.A.r.T.h論文が間違いであることを認め、エアリセを追いまわすことも止めた。また、いちごの協力者側にまわり、今はイリーナのクローンと暮らしている。
イリーナ
今は亡き龍堂の妻。新婚旅行の際、妹のリゼルと搭乗していた飛行機が事故で死界に墜落。重度の死界症候群によって命を落とした。
リゼル
イリーナの妹。現在は龍堂の秘書。イリーナとともに死界に墜落するも、かろうじて生還した。しかし、死界症候群によって視力を失い、体中の臓器は人工臓器になった。諜報能力に長け、ヒロの素性やいちごの経歴を調べ上げた。
るな
シロが公園で出会った少女。シロがジェインと暮らしていたころによく行っていた店の少女と面影が重なる。龍堂によって誘拐され人質として利用されるも、ヒロに救出された。
野々のの子（ののののこ）
恋のクラスメイト（当然、ヒロやシロのクラスメイトでもある）。幼馴染の少年に告白しようとしていて、恋にアドバイスを受ける。コスプレをさせられて告白するも、ことごとく笑われて失敗してしまう。最終的にはシロの『鏡中庭園』によって想いを伝えることに成功する。
ジェイン
刑事。ストーリーのはじめ、80年前の人物。血まみれで倒れていたシロ（当時はその名はなかったため、彼はうさぎさんと呼んでいた）を助け、家に匿った。料理はできるが、あまり美味しくない。家族や同僚をリックに殺されており、シロに娘の姿を重ねていた。シロがリックに追い詰められていたところを救うが、リックに撃たれ致命傷を負ってしまう。もう助からないと悟った彼は、シロに「楽にしてくれないか」と頼み、彼女の手にかかって命を落とした。
リック
ギャング王。ジェインと同じくストーリーのはじめ、80年前の人物。ある証拠を握っていたシロの義理の両親を殺害する。そのときにシロも殺したつもりでいたが、彼女が生きていたと知り証拠をばらされまいと彼女を追っていた。過去にジェインの家族と同僚も殺害している。さらには任務に失敗した部下を容赦なく撃ち殺すなど、極悪非道な人物である。最終的にはシロの『鏡中庭園』によって精神が崩壊してしまった。

## 世界観
エアリセ
人間が現れる遥か前から存在していたとされる妖精。銃で撃たれたり、爆弾で爆破されたりしても死ぬことがなく、身体の一部が欠損してもすぐに元通りになる。（ただし、出血はするし、痛みも感じる）月の周期と同じ数、すなわち30体存在する。絶対数は変化しないが、人に愛されると肉体を失うため、一時的に数が減ることはある。一度肉体を失うと、魂だけの存在になり、一定の年月を経て死界にて再び発生する。転生した個体は、本質は転生前と同じであるが記憶は失う（シロが前世の記憶を覚えていることは本来起こりえないことらしい）。また、肉体といっても実体があるものではなく、幻想で構成されている、『触れることのできる幻』である。身に付けている服も実体はなく、自分の意思で組替えることができる。食事を摂らなくても生きていけるが、空腹は感じる。一方、肉体を構成する『幻想』は足りなくなることもあり、足りないと姿を維持できなくなる。自分の月が頭上にあるときに回復できるらしい。肉体については謎が多く、体温があり寒さを感じたり、幻想で構成されているのに出血するなど、普通の肉体のようにも見える。人間にはない特徴として、動物の耳と尾を持つことが挙げられる。大きさも人間サイズから数十cmほどまでの幅がある。背中に羽を持つ個体も存在する。瞳についても、通常の状態では左右どちらかに特異な文様があり、戦闘時にはその文様が両瞳に現れる（似たような文様がヒロの右目にもある）。また、男性のエアリセは存在せず、女性（少女）だけである。
身体的な特徴以外に、人間にはない特殊な能力を持つが、自分の月が頭上にあるとき以外は力が弱まる。例えば、天満のエアリセであるシロは、満月の夜に最も力が強まる。さらに運動能力は人間とは桁違いに優れており、高層ビルから飛び降りたり、垂直な壁面を駆け上がったりすることができる。
タマによると、エアリセは本来ならこの世界に居てはいけない存在らしい。それでも生まれてくるのは、誰かに幸せをあげて消えなくてはならなく、つまりエアリセたちの代わりに生きて幸せになってくれる人を探すためであるという。
謎の多い存在ではあるが、都市伝説としてその名は知れ渡っており、ネット上には多くの噂が飛び交う。
シロ曰くエアリセには4つの特徴（「1つ、エアリセは病み、飢え、怪我をする」。「2つ、それで死ぬことはなく、老いることもない」。「3つ、しかし、それでも不死ではない」。「4つ、『白の境界』と呼ばれる特殊な能力を持つ」）がある。
E.A.r.T.h論文
何者かによって80年前に書かれた、エアリセについての論文。エアリセを利用した死者蘇生方法など、間違った記がなされている。しかし、決してでたらめではなく、意図的に核心をぼかされているようである。多くの人間がこの論文に踊らされ、アポロ計画や軌道エレベーターなどの世界中を巻き込んだ超規模計画（メガプロジェクト）にまで発展した。誰が、何のためにこのような論文を書いたのかという疑問に対する答えとして、たった1人の男が1人の少女のために計画したものだという噂がある。
軌道エレベーター
はるか上空まで続く果てしなく巨大な建造物。月まで届くエレベーター。東京にアンカーの一つがある。
龍堂グループ
龍堂延禎が一台にして築き上げた世界有数の大企業。各方面に絶大な影響力を持つ。しかし、その実態は龍堂が妻の蘇生のためだけに設立したものであった。彼の談によれば、『目的を追い求めるうちに勝手に大きくなった』という。
死界
地球が月と分かれたときに、そのしわ寄せで壊死した空間。植物以外のすべての生命は生きることができない。地球上にどのくらい存在するのかなど詳しいことは不明。人間の生存可能時間は約18時間とされる。
死界症候群
直接死に至る唯一の精神病。死界に滞在することによって発症する。発症すると『幻痛』と呼ばれる痛みに常に襲われ、重症になると五感や生きる希望までも失われる。治療法は確立していないようで、重度の患者であるヒロはいちごの作った薬によって症状の進行を遅らせている。
作中では『死界症候群』の患者はヒロとリゼルの2人だけである（回想からリゼルは軽度の『死界症候群』であったらしい）。
また、『死界症候群』には症状の具合によりレベルがあり、重度認定の『死界症候群』の患者で生還できたのはヒロだけである（実際にはヒロは1度死んでおり、その後蘇生した）ヒロは『死界症候群』レベル6の患者だった。

## 書誌情報
榎宮祐 『エアリセ』 メディアワークス〈電撃コミックス〉、全4巻
| タイトル   | 初版              | ISBN                   |
| ---------- | ----------------- | ---------------------- |
| エアリセ 1 | 2006年5月27日発行 | ISBN 978-4-84-023494-8 |
| エアリセ 2 | 2007年1月27日発行 | ISBN 978-4-84-023747-5 |
| エアリセ 3 | 2007年8月27日発行 | ISBN 978-4-84-024007-9 |
| エアリセ 4 | 2008年5月27日発行 | ISBN 978-4-04-867075-3 |